# Martijanec
Martijanec (kajkavski: Martjonec) općina je u Varaždinskoj županiji.

## Zemljopis
Martijanec je općina u sjeverozapadnom dijelu Hrvatske, udaljena nekih petnaestak kilometara istočno od Varaždina. Uz to je i jadno od najstarijih naselja ludbreške Podravine.

## Stanovništvo
Općina se sastoji od naselja: Čičkovina, Gornji Martijanec, Hrastovljan, Križovljan, Madaraševec, Martijanec, Rivalno, Slanje, Sudovčina i Vrbanovec. Prema popisu stanovništva iz 2011. godine Općina Martijanec imala je 3127 stanovnika.
| broj stanovnika | 2659  | 3005  | 3333  | 3942  | 4596  | 4785  | 4805  | 5266  | 5557  | 5627  | 5382  | 5048  | 5294  | 4619  | 4327  | 3843  | 2638  |
|                 | 1857. | 1869. | 1880. | 1890. | 1900. | 1910. | 1921. | 1931. | 1948. | 1953. | 1961. | 1971. | 1981. | 1991. | 2001. | 2011. | 2021. |

| broj stanovnika | 310   | 344   | 365   | 412   | 378   | 405   | 438   | 460   | 463   | 472   | 454   | 452   | 878   | 447   | 430   | 423   | 347   |
|                 | 1857. | 1869. | 1880. | 1890. | 1900. | 1910. | 1921. | 1931. | 1948. | 1953. | 1961. | 1971. | 1981. | 1991. | 2001. | 2011. | 2021. |

## Povijest
Općina Martijanec (dolnji) osnovana je 1870-ih u sklopu Austro-Ugarske, a nakon Prvog svjetskog rata nastavila je djelovati i u prvoj jugoslavenskoj državi (Kraljevini SHS/Kraljevini Jugoslaviji). Općina je obuhvaćala sela: Martijanec Dolnji, Martijanec Gornji, Sudovčina, Vrbanovec, Hrastovljan, Čičkovina, Madaraševec, Križovljan, Poljanec, Slanje i Rivalno. Načelnici općine u tom periodu su bili: Josip Krušec (1889. – 1908.), Josip Jalšić (1908. – 1912.), Valent Vuk (1912. – 1927.), August Tomiša (1927. – 1933.), Valent Vuk (1933. – 1937.), Ćiril Popović (1937. – ?).
U socijalističkom periodu općina Martijanec nije postojala, već je bila u sastavu kotra Ludbreg.
Općina Donji Martijanec obnovljena je pak u Republici Hrvatskoj, 1993. godine. Nakon obnove načelnici općine su bili: Franjo Golubić – HSS (1993. – 2009.), Marijan Horvat – HNS (2009. – 2017.), Dražen Levak – HDZ (2017. – 2021.), Branimir Nađ – NS Reformisti (2021. –). Općina 2006. mijenja ime u Općina Martijanec. Godine 2013. od općine se odvaja naselje Poljanec, koje se zatim pripaja gradu Ludbregu.

## Poznate osobe
- Franjo Kajfež

## Spomenici i znamenitosti
- Crkva sv. Martina u Martijancu
- Crkva sv. Križa u Križovljanu.
- Crkva sv. Benedikta u Hrastovljanu
- Dvorac Patačić-Rauch

## Obrazovanje
- Osnovna škola Martijanec
- Dječji vrtić Vlakić Martijanec
- Dječji vrtić DuDa

## Kultura
- KUD „Martijanec”

## Šport
- NK Polet Martijanec (3. ŽNL Varaždinska, 2017./18.)

## Vanjske poveznice
1. ↑  Registar prostornih jedinica Državne geodetske uprave Republike Hrvatske. Wikidata Q119585703
2. ↑  Popis stanovništva, kućanstava i stanova 2021. – stanovništvo prema starosti i spolu po naseljima (hrvatski i engleski). Državni zavod za statistiku. 22. rujna 2022. Wikidata Q118496886
3. ↑  Naselje i odredišni poštanski ured. Hrvatska pošta. Pristupljeno 3. siječnja 2022.
4. ↑  S. Belović–Đ. Blažeka: Rječnik govora Svetog Đurđa (Rječnik ludbreške Podravine), Sveučilište u Zagrebu Učiteljski fakultet ISBN 978-953-7210-19-9 s. 223.

- Službene stranice Općine martijanec

|  | Zajednički poslužitelj ima još gradiva o temi Martijanec |